# Contre-la-montre féminin de cyclisme sur route aux Jeux olympiques d'été de 2008
Navigation
Athènes 2004 Londres 2012
Le contre-la-montre féminin de cyclisme sur route, épreuve de cyclisme des Jeux olympiques d'été de 2008, a lieu le 13 août 2008 sur le Vélodrome urbain sur route de Pékin (l'un des huit sites temporaires prévus pour ces Jeux). La course est remportée par l'Américaine Kristin Armstrong.

## Présentation
Sur les 25 participantes à l'épreuve, les favorites pour les médailles sont la Suissesse Karin Thürig, les Allemandes Judith Arndt et Hanka Kupfernagel, la Néerlandaise Marianne Vos, l'Autrichienne Christiane Soeder et la Championne olympique de la course en ligne trois jours plus tôt, la Britannique Nicole Cooke.

## Récit de la course
Les cyclistes partent à intervalles de deux minutes sur le parcours de 23,5 kilomètres.
Au premier pointage intermédiaire, Emma Pooley a quatre secondes d'avance sur Kristin Armstrong et près de 24 sur Jeannie Longo-Ciprelli. 
À l'arrivée, Kristin Armstrong remporte l'épreuve en moins de 35 minutes, avec 24,29 secondes d'avance sur Emma Pooley et 59 secondes sur Karin Thürig. La Française Jeannie Longo-Ciprelli prend la 4e place, à moins de 2 secondes du podium. Aucune des favorites n'a réussi à monter sur le podium.

## Classement final
| Rang | Cycliste                   | Pays            | Temps          |
| ---- | -------------------------- | --------------- | -------------- |
|      | Kristin Armstrong          | États-Unis      | 34 min 51 s 72 |
|      | Emma Pooley                | Grande-Bretagne | 35 min 16 s 01 |
|      | Karin Thürig               | Suisse          | 35 min 50 s 99 |
| 4    | Jeannie Longo-Ciprelli     | France          | 35 min 52 s 62 |
| 5    | Christine Thorburn         | États-Unis      | 35 min 54 s 16 |
| 6    | Judith Arndt               | Allemagne       | 35 min 59 s 77 |
| 7    | Christiane Soeder          | Autriche        | 36 min 20 s 75 |
| 8    | Priska Doppmann            | Suisse          | 36 min 27 s 79 |
| 9    | Zulfiya Zabirova           | Kazakhstan      | 36 min 29 s 47 |
| 10   | Susanne Ljungskog          | Suède           | 36 min 33 s 50 |
| 11   | Hanka Kupfernagel          | Allemagne       | 36 min 35 s 05 |
| 12   | Tatiana Guderzo            | Italie          | 36 min 37 s 97 |
| 13   | Linda Villumsen            | Danemark        | 36 min 50 s 62 |
| 14   | Marianne Vos               | Pays-Bas        | 36 min 58 s 67 |
| 15   | Nicole Cooke               | Grande-Bretagne | 37 min 14 s 25 |
| 16   | Natalia Boyarskaya         | Russie          | 37 min 14 s 65 |
| 17   | Min Gao                    | Chine           | 37 min 15 s 23 |
| 18   | Mirjam Melchers-van Poppel | Pays-Bas        | 37 min 51 s 59 |
| 19   | Marta Vilajosana           | Espagne         | 37 min 54 s 99 |
| 20   | Maryline Salvetat          | France          | 38 min 09 s 72 |
| 21   | Emma Johansson             | Suède           | 38 min 28 s 83 |
| 22   | Oenone Wood                | Australie       | 38 min 53 s 45 |
| 23   | Edita Pučinskaitė          | Lituanie        | 38 min 55 s 37 |
| 24   | Alexandra Wrubleski        | Canada          | 39 min 15 s 42 |
| 25   | Lang Meng                  | Chine           | 40 min 51 s 61 |

## Liste des engagées
L'ordre de départ des coureuses suit l'ordre décroissant de leur dossard.
| - 1. Hanka Kupfernagel - 2. Christine Thorburn - 3. Nicole Cooke - 4. Christiane Soeder - 5. Susanne Ljungskog - 6. Kristin Armstrong - 7. Marta Vilajosana - 8. Oenone Wood - 9. Priska Doppmann | - 10. Mirjam Melchers - 11. Jeannie Longo - 12. Tatiana Guderzo - 13. Judith Arndt - 14. Linda Villumsen - 15. Zulfiya Zabirova - 16. Marianne Vos - 17. Karin Thürig | - 18. Min Gao - 19. Emma Johansson - 20. Maryline Salvetat - 21. Emma Pooley - 22. Edita Pučinskaitė - 23. Natalia Boyarskaya - 24. Lang Meng - 25. Alexandra Wrubleski |